# Pfarrhof Mistelbach

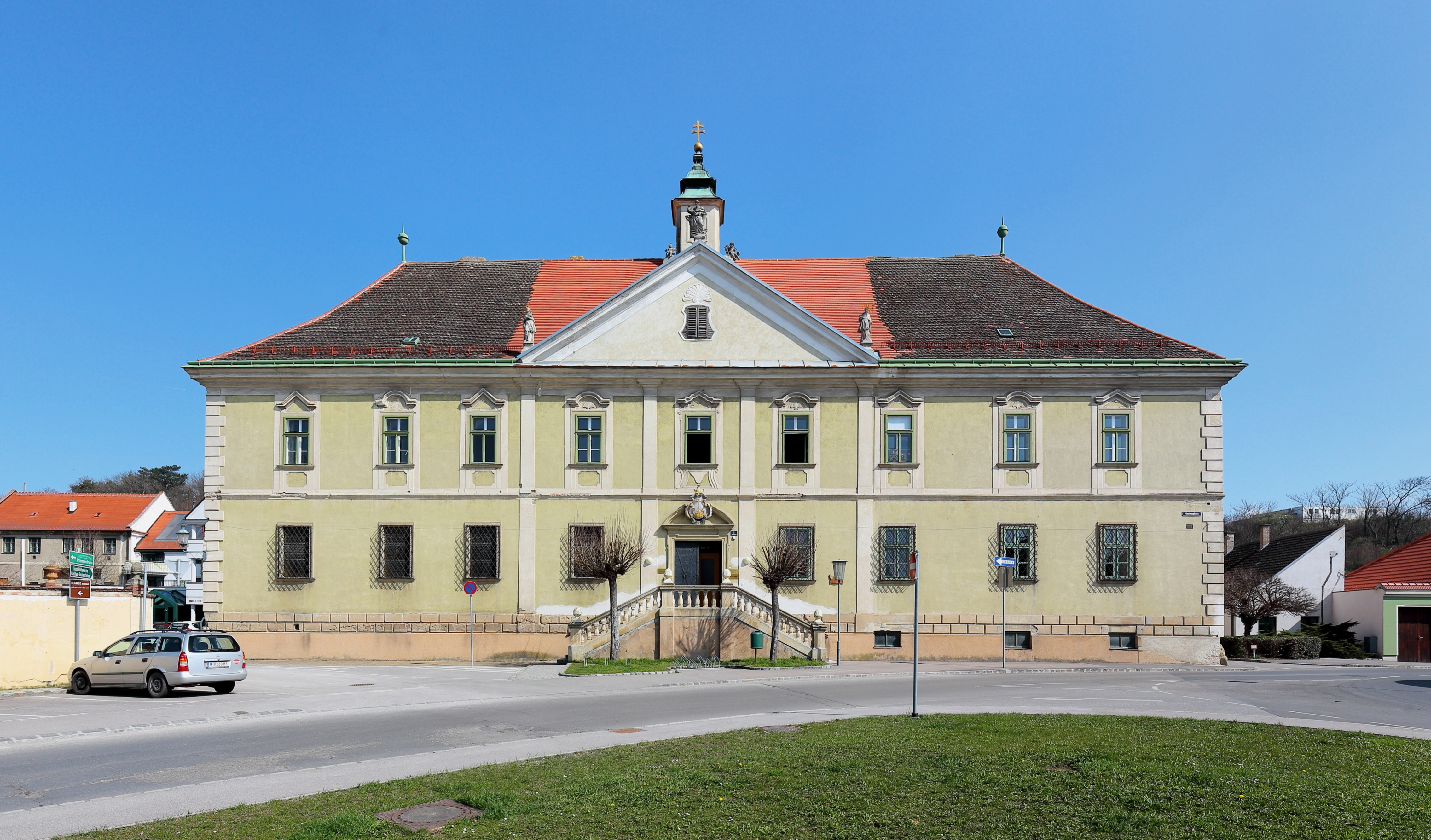
Ehemaliges Barnabitenkolleg in Mistelbach

Der Pfarrhof Mistelbach steht am Marienplatz am Fuß des Kirchberges in der Stadtgemeinde Mistelbach im Bezirk Mistelbach in Niederösterreich. Der Pfarrhof der römisch-katholischen Pfarrkirche steht unter Denkmalschutz (Listeneintrag).

## Geschichte
Die ehemalige Propstei der Barnabiten wurde von 1687 bis 1700 erbaut. Im 18. Jahrhundert waren Renovierungen. Bis 1787 diente das Gebäude als Schule und wurde mit Barnabitenkolleg bezeichnet. Heute dient das Gebäude als Pfarramt und als Soziales Zentrum der Gemeinde.

## Architektur
Die zweigeschoßige Vierflügelanlage hat einen quadratischen Innenhof.
Die Bibliothek im Nordtrakt des Obergeschoßes besitzt eine bemerkenswerte einheitliche Ausstattung aus 1758/1760. Der Bücherbestand ist eine Stiftung zum Vermächtnis zu Peter Franz Karl von Priesen Abt und Dechant von Pillichsdorf. Das Deckenfresko Allegorie Fortschritt und Früchte der Wissenschaft in einem reichen scheinarchitektonischen Rahmen mit seitlichen Blumenvasen malte Franz Anton Maulbertsch (1760).